# Мяньчи
Мяньчи́ (кит. упр. 渑池, пиньинь Miǎnchí) — уезд городского округа Саньмэнься провинции Хэнань (КНР).

## История
При империи Цинь был образован уезд Мяньчи (黾池县). В эпоху Троецарствия, когда эти места входили в состав царства Вэй, к первому иероглифу был добавлен ключ «вода», и он приобрёл современное написание. При империи Тан в 629 году уезд был переименован в Тяньчи (天池县), но после монгольского завоевания ему было возвращено название Мяньчи.
В 1949 году был образован Специальный район Шаньчжоу (陕州专区), и уезд вошёл в его состав. В 1952 году Специальный район Шаньчжоу был присоединён к Специальному району Лоян (洛阳专区). В 1969 году Специальный район Лоян был переименован в Округ Лоян (洛阳地区). В 1970 году в связи с началом в этих местах крупной добычи каменного угля был создан Горнодобывающий район Има (义马矿区). В 1981 году постановлением Госсовета КНР Горнодобывающий район Има был выведен из состава уезда Мяньчи и преобразован в городской уезд Има, подчинённый напрямую властям провинции Хэнань, которые делегировали управление им властям округа Лоян (洛阳地区).
В 1986 году был расформирован округ Лоян, а вместо него образованы городские округа Лоян, Саньмэнься и Пиндиншань; уезд вошёл в состав городского округа Саньмэнься.

## Административное деление
Уезд делится на 6 посёлков и 6 волостей.

## Культура
В уезде Мяньчи расположены  Реликвии деревни Яншао (кит. упр. 仰韶村遗址). На материале раскопок в этом месте в 1921 году была выделена древняя культура, которая получила название по месту обнаружения: Яншао. Время этих раскопок считается отправным пунктом изучения культур неолита Китая и временем зарождения современной китайской археологии.